# Münster-Geistviertel

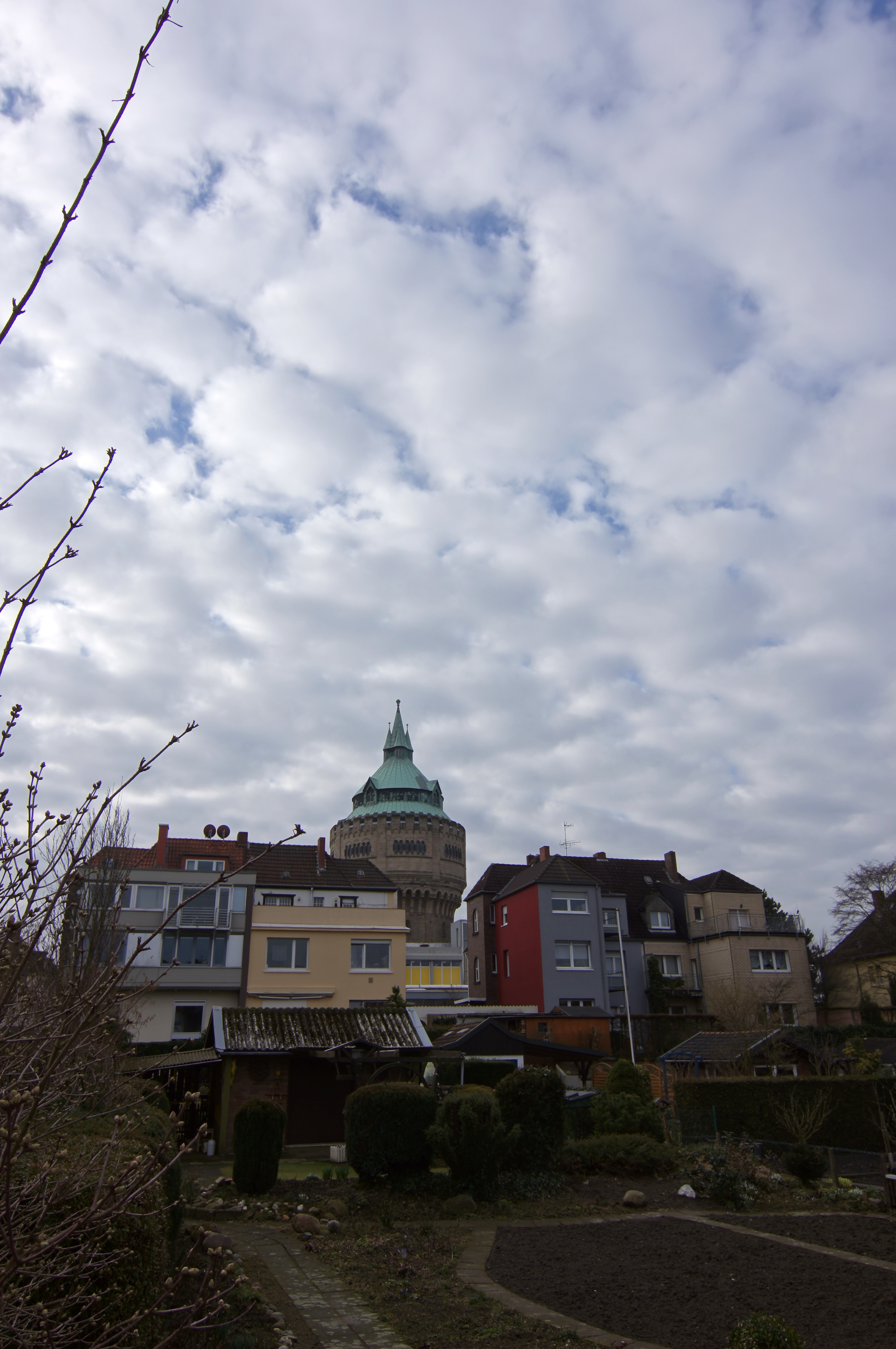
Der Wasserturm gilt als das Wahrzeichen des Geistviertels und bestimmt seine Skyline.

Das Geistviertel ist ein Stadtviertel der kreisfreien Stadt Münster in Westfalen und liegt im Stadtbezirk Mitte. Das Viertel entstand nach Ende des Ersten Weltkriegs nach dem Modell einer Gartenstadt, um die anhaltende Wohnungsnot in der Stadt zu lindern. Bekannt und „in ihrer Gesamtheit ein Baudenkmal von überörtlicher Bedeutung“ ist hier vor allem die Mustersiedlung Habichtshöhe/Grüner Grund, erbaut 1924 bis 1931.
Der Name Geistviertel geht zurück auf die Bauerschaft Geist in der einstigen Landgemeinde Lamberti, eingemeindet zu Münster am 1. April 1903. Die Bezeichnung Geist (feminin, dasselbe Wort wie Geest) ist schon im Mittelalter belegt und bezieht sich auf den die Nord-Süd-Achse des Viertels bildenden Münsterländer Kiessandzug, der höher und trockener ist als seine Umgebung. Auf den Kiessandrücken bezieht sich auch die Bezeichnung „auf der Geist“ für das Stadtviertel, wobei die Bezeichnung „auf der Geist“ für das Gebiet des Kiessandrückens älter ist als das Viertel selbst.

## Lage und Größe
Die Nordgrenze des Geistviertels bildet der Donders-Ring. Im Westen grenzt das Geistviertel an der Weseler Straße an die Aaseestadt, weiter südlich grenzt es dann im Westen an der A 43 an Mecklenbeck. Im Osten grenzt das Viertel an der Geiststraße und weiter südlich an der Hammer Straße an das Südviertel. Im Südosten grenzt das Geistviertel an der Bahnstrecke nach Preußen (Ortsteil von Lünen an der Lippe) an Berg Fidel. Den südlichen Rand des Geistviertels bildet der Nordkirchenweg.
Das Geistviertel hat eine Fläche von ca. 360 Hektar, was 1,19 % des gesamten Stadtgebietes der Stadt Münster entspricht.

### Statistische Bezirke
Im Wesentlichen besteht das Geistviertel aus den Statistischen Bezirken Geist (8929 Einwohner, Stand 31. Dezember 2011) und Düesberg (6992 Einwohner, Stand 31. Dezember 2011), die durch die 1960 fertiggestellte Umgehungsstraße (B 51) getrennt werden. Der Stadtteil Geist, in der statistischen Definition der Stadt Münster, erstreckt sich somit vom Donders-Ring bis zur B51, der Stadtteil Düesberg von der B51 bis zum Nordkirchenweg.

### Postleitzahl-Gebiete
Der nördliche Teil des Geistviertels, nördlich der Umgehungsstraße und die Siedlungsgemeinschaft Düesbergweg, gehören zum PLZ-Gebiet 48151. Der südliche Teil des Geistviertels liegt in zwei weiteren PLZ-Gebieten. Der südöstliche Teil, östlich des Kappenberger Damms, gehört zum PLZ-Gebiet 48153. Der südwestliche Teil, Kappenberger Damm und westlich hiervon, gehört zum PLZ-Gebiet 48163.

## Infrastruktur

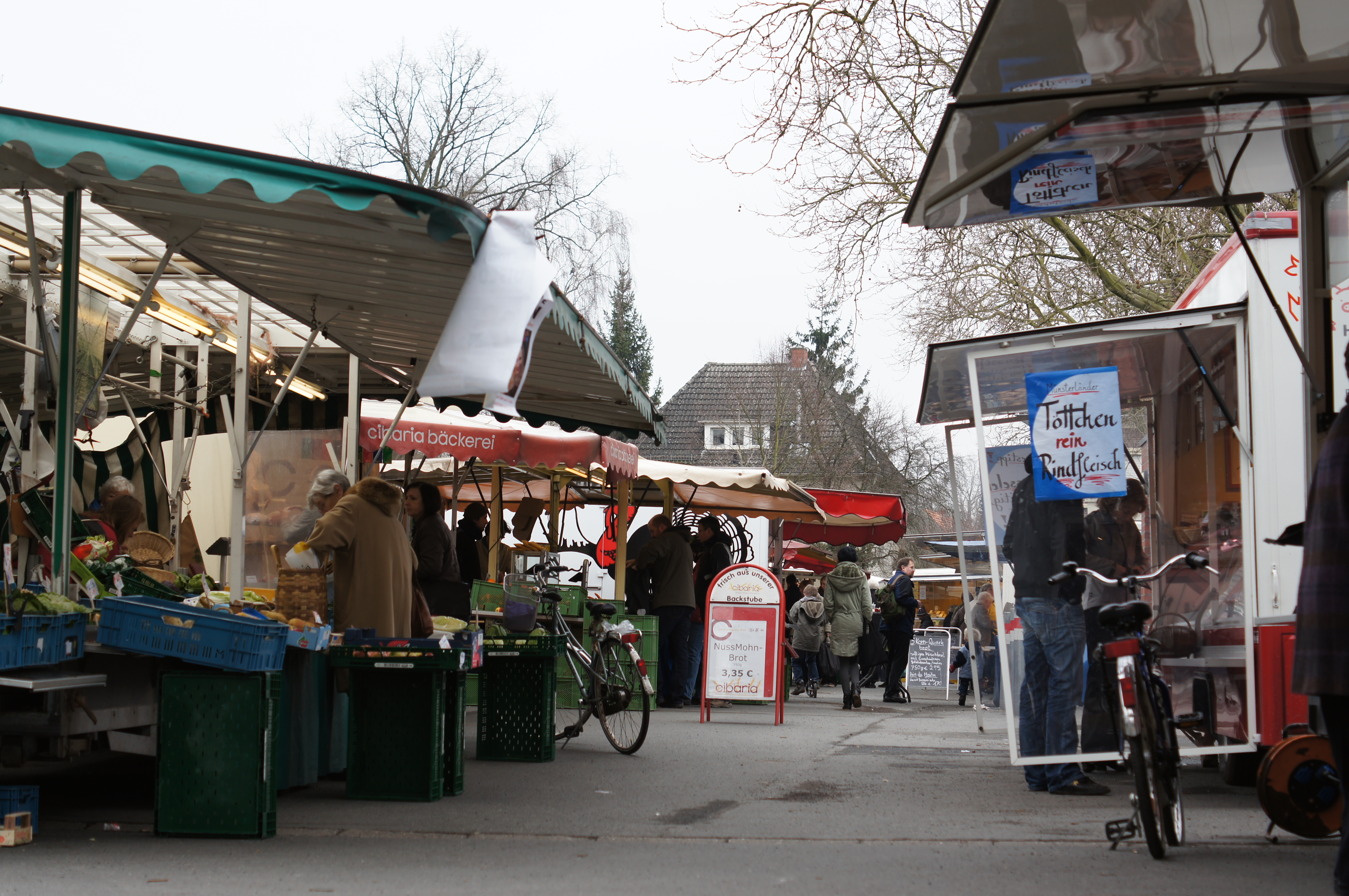
Wochenmarkt auf dem Geistmarkt

Das Geistviertel ist ein beliebtes Wohnviertel mit „sehr guter“ Infrastruktur. Es ist ein ruhiges und in der Nähe der Stadtkerns gelegenes Wohngebiet. Der Fußweg von der Heilig-Geist-Kirche zum Prinzipalmarkt, dem Ortsmittelpunkt der Stadt Münster, beträgt 2,6 km. Auf dem Geistmarkt (eigener Straßenname seit November 2007) findet zweimal wöchentlich ein Wochenmarkt statt.
Von 1966 bis zum 31. Juli 2007 besaß das Stadtviertel mit dem Stadtbad-Süd ein eigenes Hallenbad, das von der Stadt Münster aus Kostengründen geschlossen und abgerissen wurde. Der Bau eines neuen Bades am Inselbogen und damit an gleicher Stelle wie das alte Südbad hat Ende 2021 begonnen und soll nach rund zwei Jahren Bauzeit vollendet sein.

### Schulen
Im Geistviertel liegen die folgenden Schulen:
- Hermannschule[19] (Grundschule)
- Matthias-Claudius-Schule (Gemeinschaftsgrundschule)[11], vormals Gut-Insel-Schule (1957)[13]
- Gottfried-von-Cappenberg-Schule (katholische Grundschule)[11], vormals Kappenberger-Damm-Schule (1946)[13]
- Geistschule (Hauptschule)[11]  (1929[3])
- Erna-de-Vries Realschule, vormals Karl-Wagenfeld-Realschule[11] (1969[13])
- Wilhelm-Hittorf-Gymnasium[11] (Wiederaufbau 1960[13])
- Ludwig-Erhard-Berufskolleg, Schule der Sekundarstufe II mit Wirtschaftsgymnasium (1981[13])

### Kindertagesstätten
Im Statistischen Bezirk Geist gibt es 6 Kindertagesstätten, diese bieten 74 Betreuungsplätze für unter 3-jährige Kinder und 241 Plätze für 3- bis 6-jährige Kinder. Bei den 3- bis 6-jährigen Kinder überdeckt das Betreuungsangebot mit 111,6 % die Zahl der Kinder im Statistischen Bezirk.
Im Statistischen Bezirk Düesberg gibt es 3 Kindertagesstätten, diese bieten 40 Plätze für unter 3-jährige Kinder und 114 Plätze für 3- bis 6-jährige Kinder.

### Kirchen

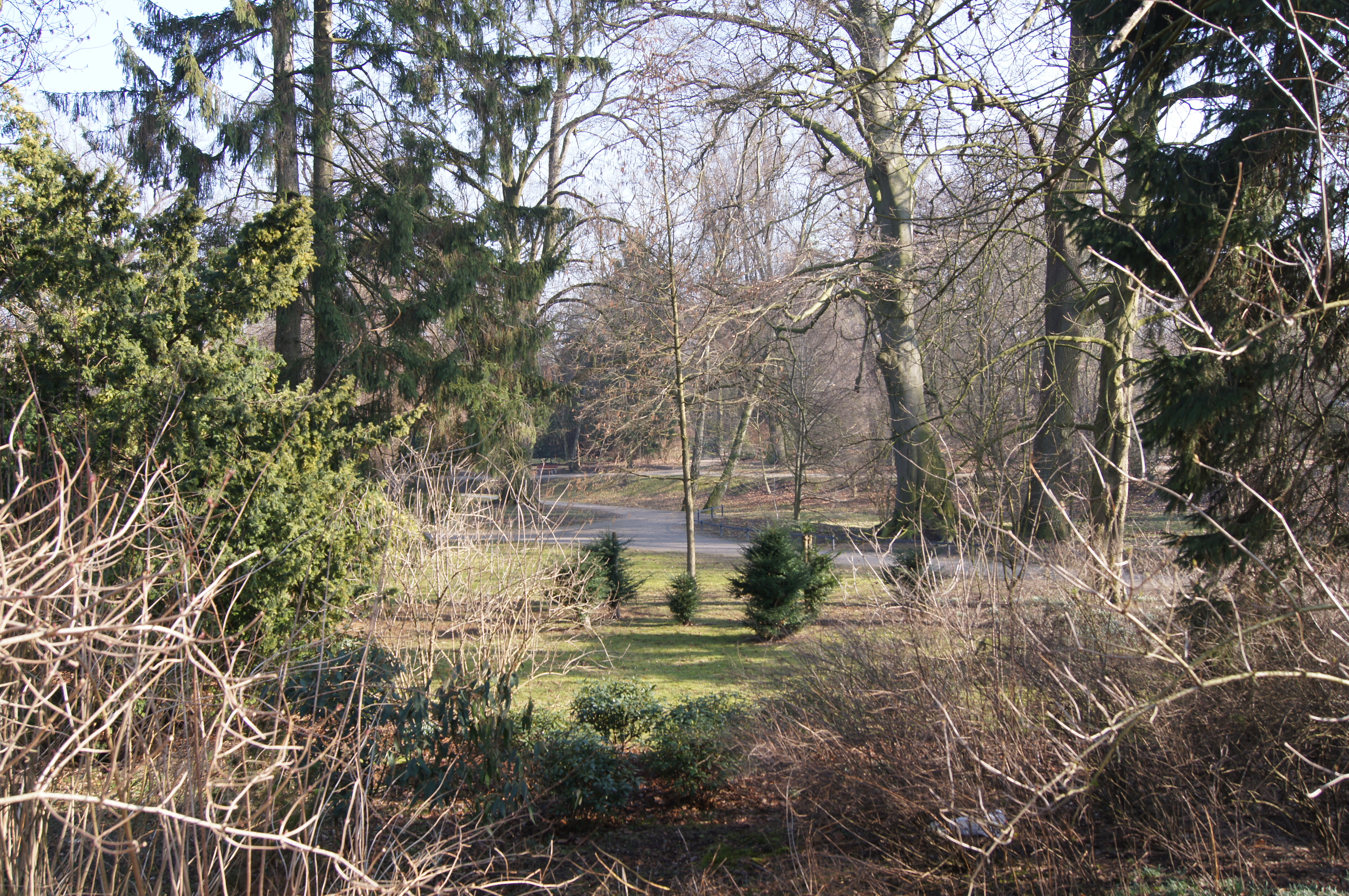
Park Sentmaring im Winter 2011

- Christuskirche Münster der evangelisch-freikirchlichen Gemeinde Münster (Baptisten)[20]
- Gnadenkirche (evangelische Johannes-Kirchengemeinde Münster)[21] wurde 1961 fertiggestellt[22].
- St. Gottfried[23]
- Heilig-Geist-Kirche
- Trinitatiskirche (Ev. Thomasgemeinde, Bezirk Trinitatis, Münster)[24], auch „die Kleine auf der Geist“ genannt, wurde 1924 als Übergangslösung und dritte evangelische Kirche in Münster erbaut[25] und ab 1949 wiederaufgebaut[26]; seit 2011 auch Gottesdienststandort der alt-katholischen Gemeinde.[27]

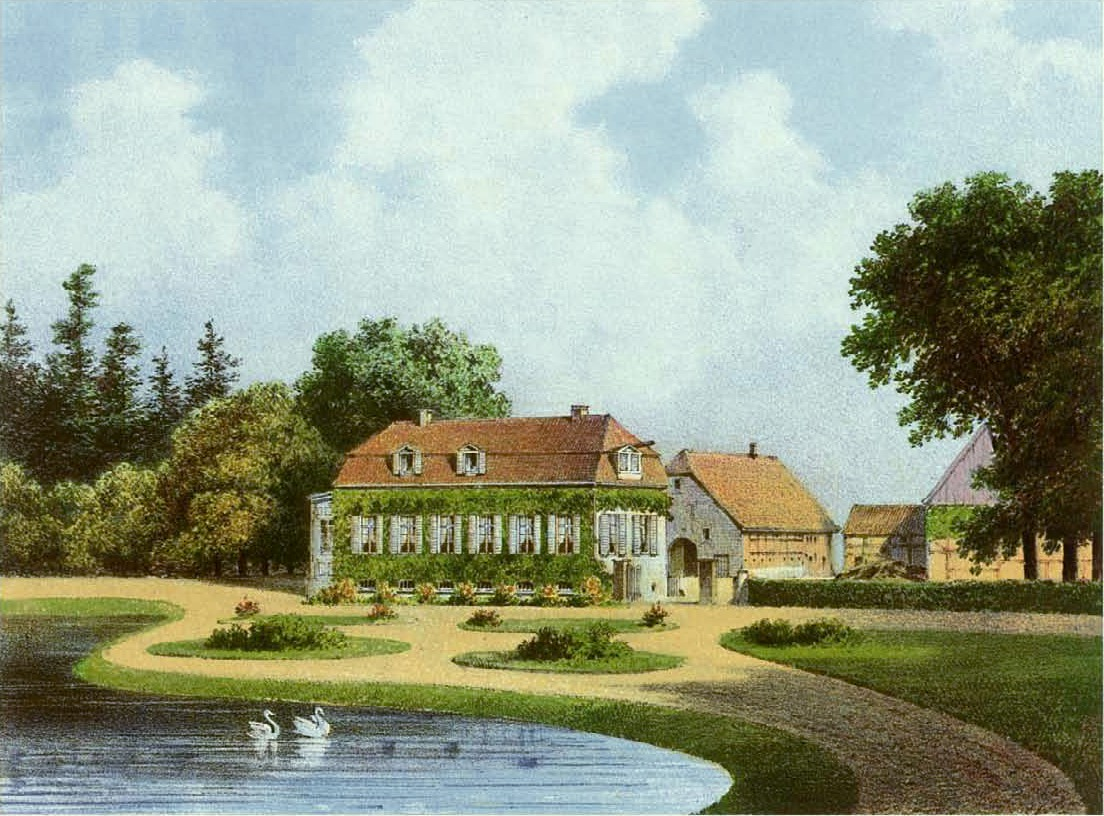
Haus Geist um 1860, Sammlung Alexander Duncker

### Krankenhaus
Seit 1959 befindet sich das Clemenshospital an der Stelle des einstigen Haus Geist.

### Stadtteilparks
Im Geistviertel liegen die folgenden Stadtteilparks:
- Park Sentmaring[28][29]

Hier sind die Gräber von Johannes Beumer SJ, Ludger Born SJ, Pater Leppich SJ, (dem „Maschinengewehr Gottes“), Kurt Dehne SJ, Joseph Albert Otto SJ, Paul Overhage SJ, Adolf Rodewyk SJ und Bernhard van Acken SJ
- Düesberg-Park[11]
- Sternbusch-Park[11]

### Feuerwehr
Im Geistviertel ist Löschzug 09 – Geist, der 9. Löschzug der Feuerwehr der Stadt Münster, beheimatet.

## Bauwerke

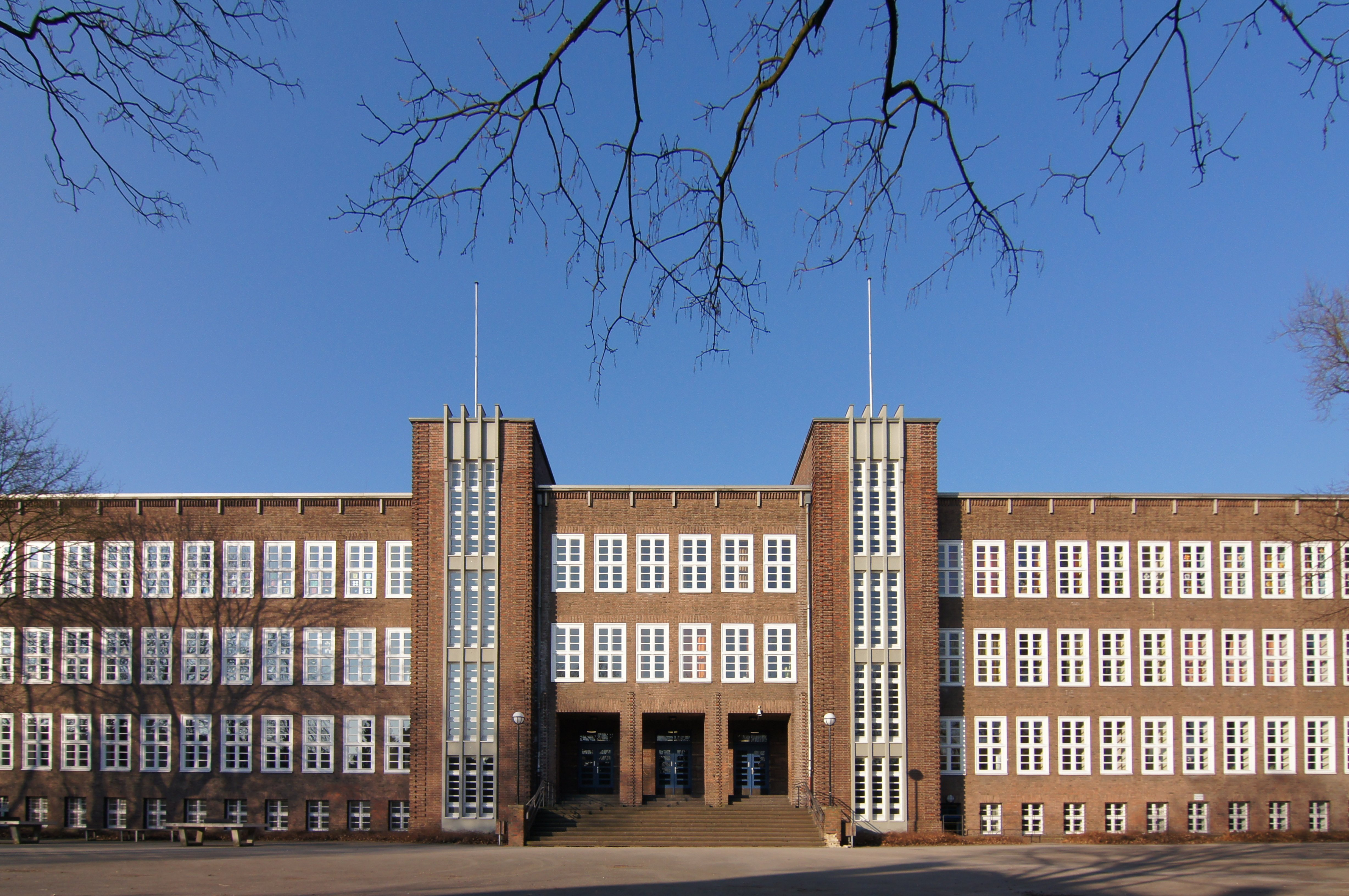
Ost-Fassade der Geistschule

Bemerkenswerte Bauten sind der neuromanische Wasserturm (noch auf freiem Feld errichtet von 1901 bis 1903), die Heilig-Geist-Kirche (1926–29) im Stil des Neuen Bauens und die Geistschule (1929), deren Architektur von Karl Schirmeyer und Felix Sittel sich an die angrenzende Geistkirche anlehnt.

### Büroturm der DZ Hyp

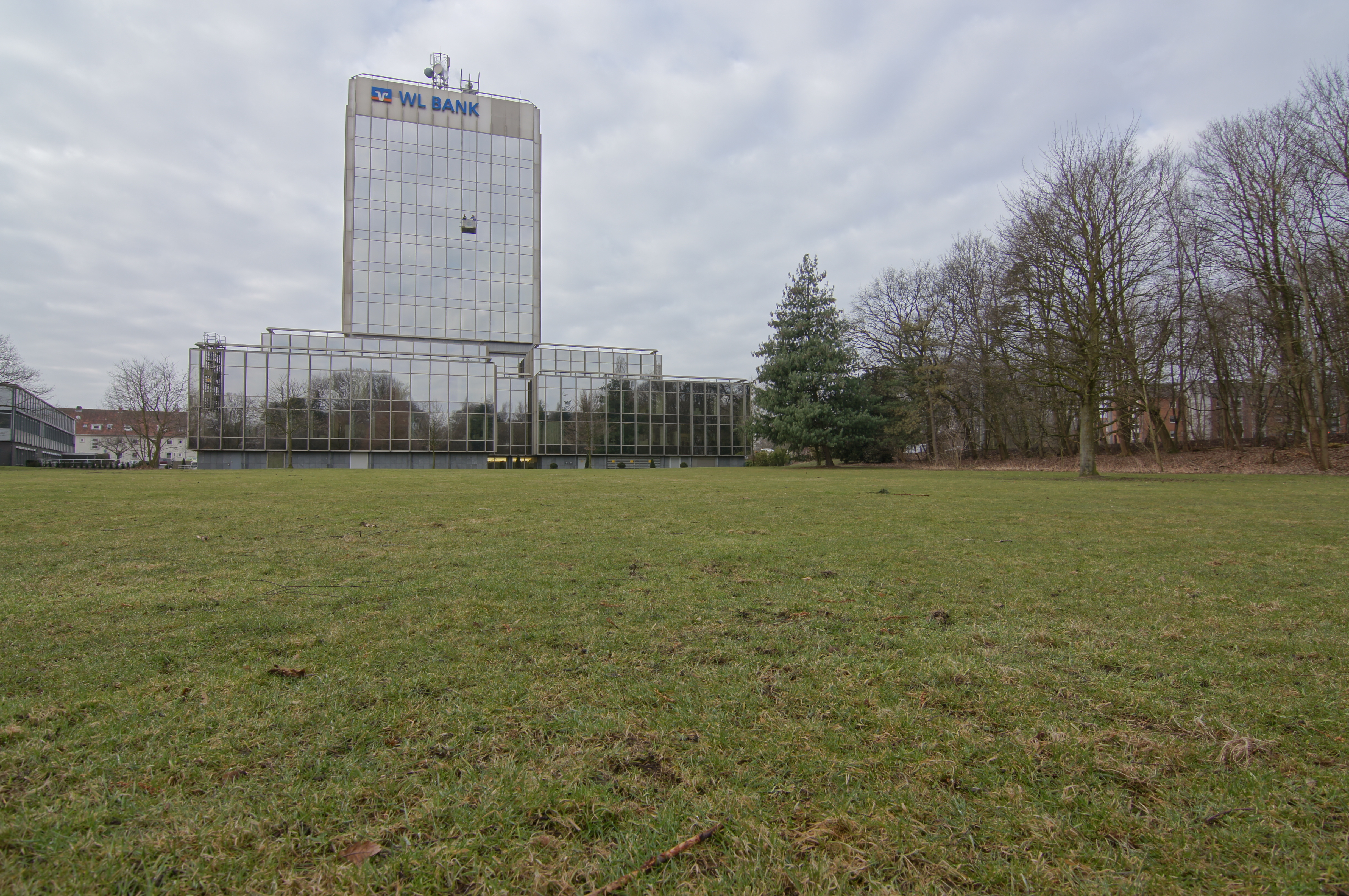
Büroturm der DZ Hyp

Der Büroturm der DZ Hyp (ehem. WL Bank) ist das einzige Hochhaus im Geistviertel. Der von 1972 bis 1978 errichtete Bau der Architekten Herbert Remmert, Herta-Maria Witzemann und Wolfgang Stadelmaier gehört mit einer Höhe von 51 Metern zu den höchsten nicht-kirchlichen Bauwerken in Münster.

### Schützenhofbunker

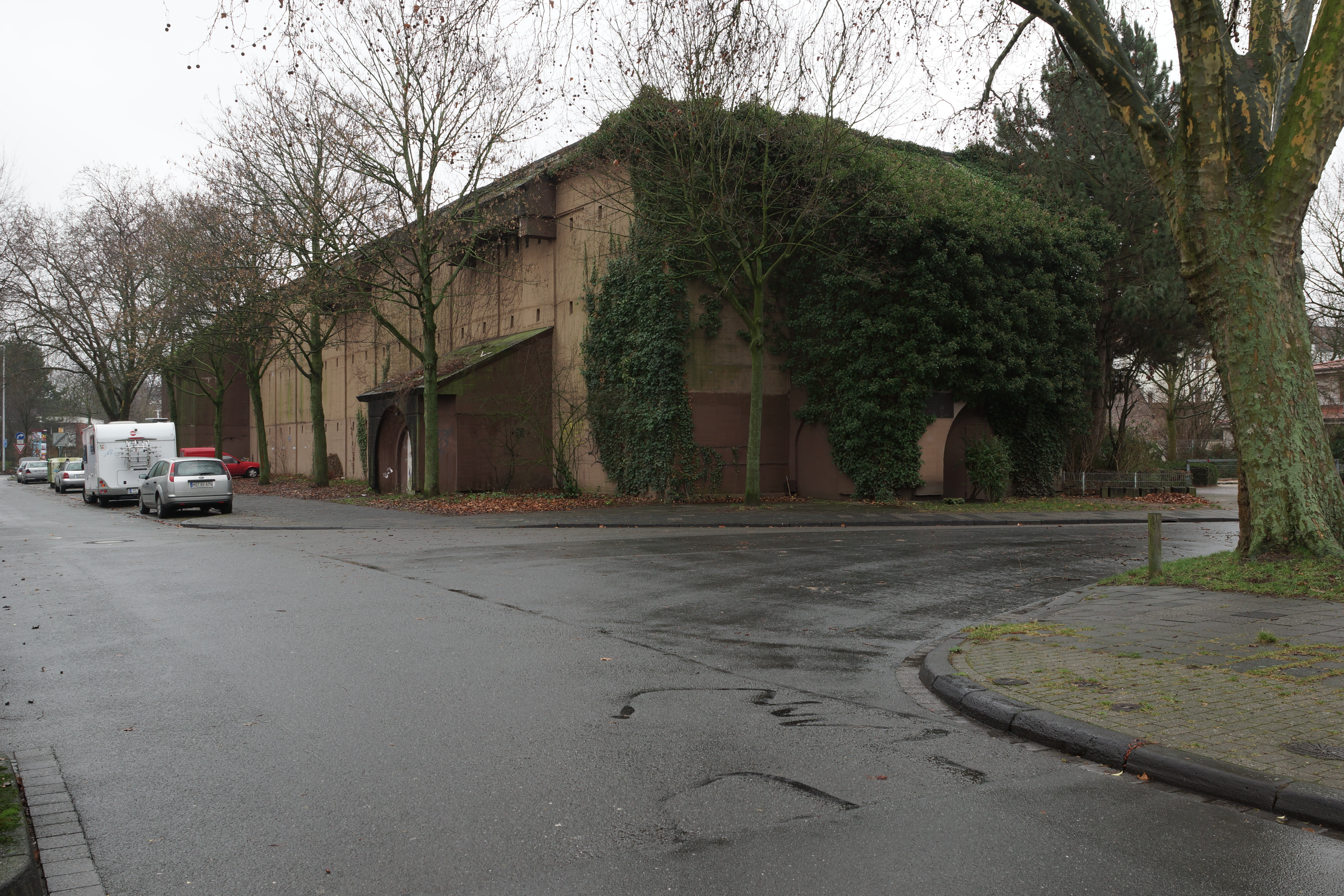
Schützenhofbunker von 1942/43

Der Schützenhofbunker wurde in den Jahren 1942 und 1943 erbaut, er bot im Zweiten Weltkrieg 1500 Menschen Platz. Bei einem Großangriff am 18. November 1944 traf eine Bombe den Schützenhofbunker. Insassen wurden von herabstürzenden Betonteilen erschlagen. Insgesamt wurden 68 Menschen aus den Trümmern tot geborgen. In den Jahren 2000 bis 2012 diente der Schützenhofbunker als Probenzentrum für lokale Bands. Hier gründeten sich und probten unter anderem Long Distance Calling.

## Naturdenkmäler
Das Geistviertel beheimatet eine Anzahl an Naturdenkmälern. In Auswahl sind dies:
- Park Sentmaring beherbergt unter anderem mehrere als Naturdenkmal gelistete Bäume: Platanen, Stieleichen, Rot-, Blut- und Hängebuchen, eine mehrstämmige Pferdemagnolie
- Eine Baumreihe von 13 Stieleichen am Kappenberger Damm zwischen Inselbogen und Umgehungsstraße
- die Parkanlage südlich von Gut Insel beherbergt einen als Naturdenkmal gelisteten Baumbestand und eine Sumpfzypresse
- jeweils eine Baumreihe von acht Zerreichen am südlichen Ende des Saarbrücker Straße und von 26 Stieleichen von dort bis zum Clemens-Hospital
- Eine Baumreihe von elf Stieleichen und vier weitere Stieleichen am Düesbergweg sowie sechs Robinien hier an der St.-Gottfried-Kirche

## Siedlungsentwicklung
Vor der städtischen Besiedlung war die Geist landwirtschaftlich genutzt und besiedelt. Im Jahr 1920 stellte der Stadtvermessungsdirektor Clemens Brand den Bebauungsplan Siedlungsgelände Geist vor, dieser sah eine Bebauung für den Bereich zwischen Weseler Straße und Kappenberger Damm im Westen, Geiststraße und Hammer Straße im Osten und Bahnstrecke nach Wanne im Süden vor. Um 1921 begann der Siedlungsbau auf der Geist. Viele größere Siedlungseinheiten wurden von Siedlungsgenossenschaften, wenigen großen gemeinnützigen Wohnungsbaugesellschaften und einigen kleinen Baugesellschaften auf der Geist errichtet.

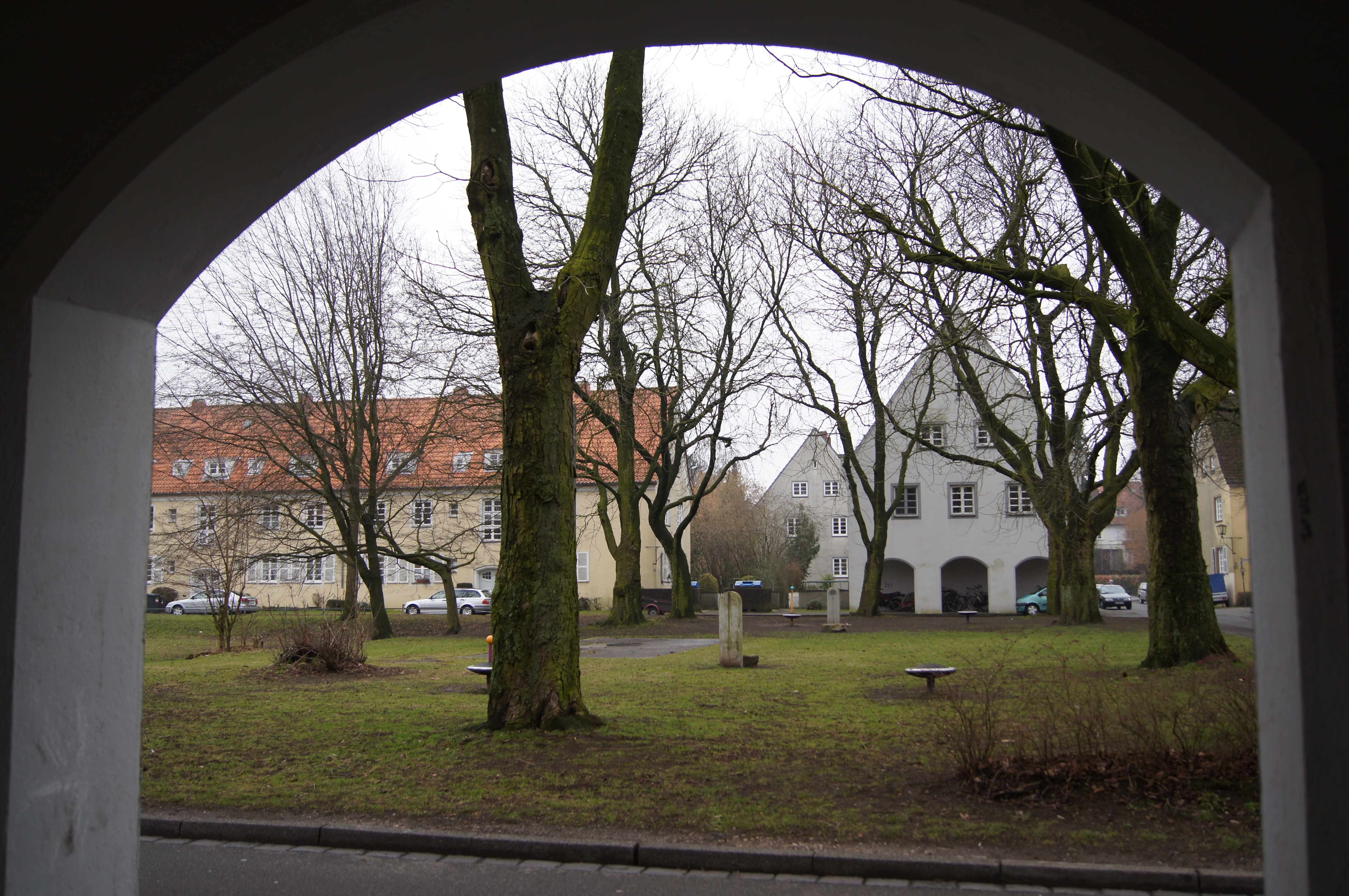
Grüner Grund auf Höhe des Habichtsdenkmals

Von 1924 bis 1931 wurde unter den leitenden Architekten Gustav Wolf (bis 1927) und Eugen Lauffer von der Westfälischen Heimstätte die Gartenstadt Habichtshöhe/Grüner Grund mit 650 Wohneinheiten im Heimatschutzstil erbaut. Der Siedlungsbau auf der Geist schritt in den diesen insgesamt Jahren rasch voran:

„Kein Stadtteil in Münster hat in den Jahren nach dem Kriege eine so starke Entwicklung erlebt als der Süden, die früher fast ganz ländlich besiedelte Geist. Wer die Verhältnisse vor dem Kriege gekannt hat und heute die Geist wiedersieht, wird sie fast nicht wieder erkennen. Die Neusiedlungen erstrecken sich über weite Feldstrecken von früher und haben sogar in die schönen Waldungen des Düesberg-Busches übergegriffen und die Bahn nach Wanne weit überschritten.“

In der Weltwirtschaftskrise kam der gemeinnützige Wohnungsbau zum Erliegen. Nach 1931 entstanden auf der Geist mehrere Kleinsiedlungen, zum Beispiel Horst-Wessel-Siedlung (1934, heute Ascheberger Straße, Davensberger Straße, Rinkerodeweg), Siedlungsgemeinschaft Düesbergweg (1936).
Am Ende des Zweiten Weltkriegs begann nach der Besetzung durch die Alliierten schon im April 1945 der Wiederaufbau in Münster. Im Stadtbezirk Geist waren über 60 % der Gebäude vernichtet.
Die stark beschädigte Mustersiedlung Habichtshöhe/Grüner Grund wurde in der ursprünglichen Form wieder aufgebaut. Die Gebäude wurden 1978 in Abstimmung mit der Denkmalpflege aufwendig saniert. Das Wohnquartier steht wegen seiner stadt- und architekturgeschichtlichen Bedeutung unter Denkmalschutz.

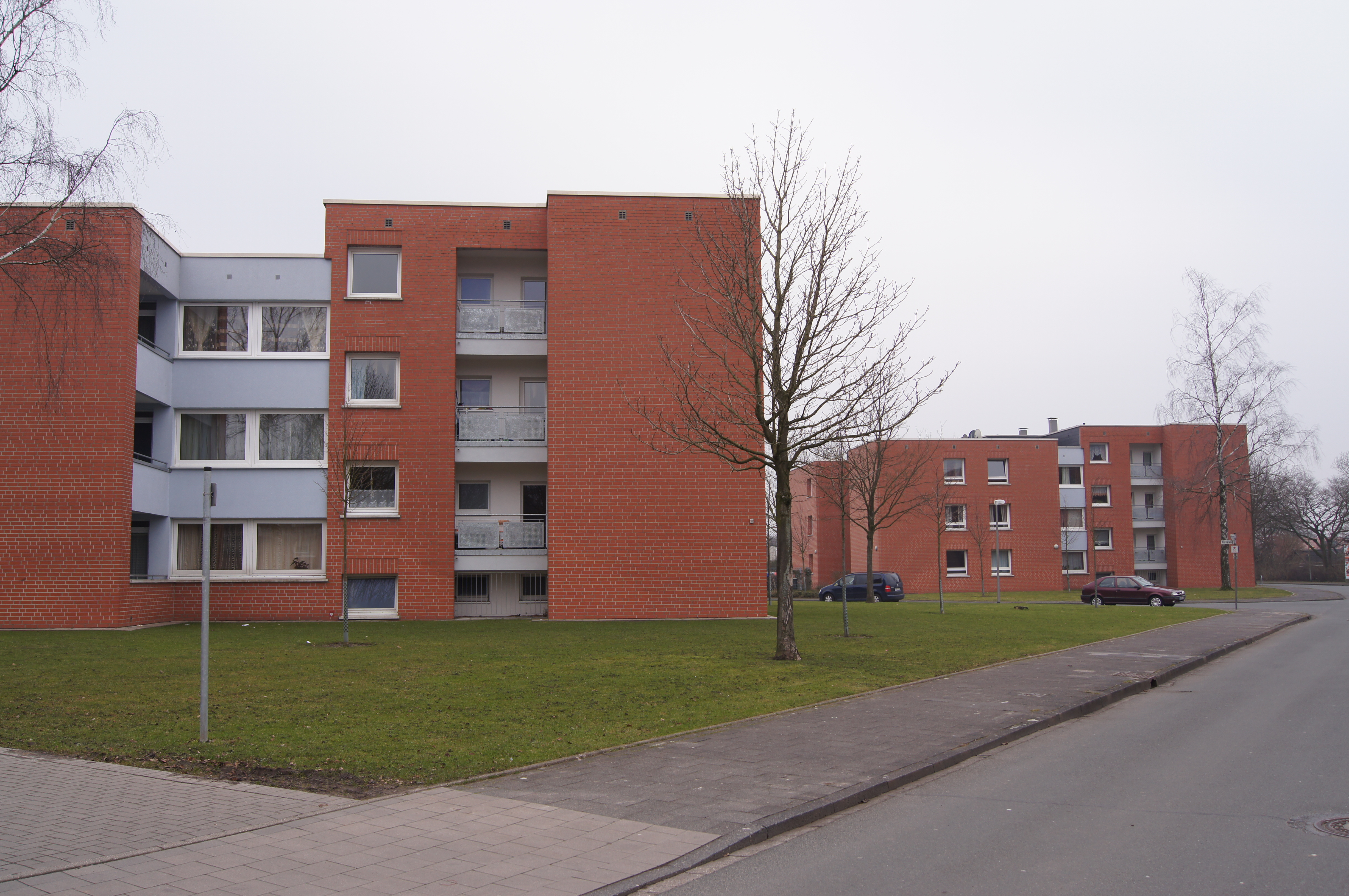
Beispiel für die Nachverdichtung des Geistviertels

Der gemeinnützige Wohnungsbau wurde zu Beginn der 1950er wieder aufgenommen, zum Beispiel die später nachverdichtete Reihenhaussiedlung am Werneweg und weitere Reihenhäuser an der Habichtshöhe.
Die Siedlungsentwicklung des Geistviertels nach dem Wiederaufbau ist geprägt von Nachverdichtung und Modernisierung bestehenden Wohnraums. Während im stadtkernnahen Teil des Geistviertels, nördlich der Umgehungsstraße, unter anderem durch behutsame Sanierung der Mustersiedlung Habichtshöhe/Grüner Grund der ursprüngliche Gartenstadtcharakter im Wesentlichen erhalten geblieben ist, ging im südlichen Teil hiervon viel durch Verdichtung verloren. So weist das Automatisierte Liegenschaftsbuch für den nördlichen Teil einen Anteil von 14,1 % Erholungsfläche an der Gesamtfläche aus. Dies ist der dritthöchste Anteil an Erholungsfläche in Münster nach den Statistischen Bezirken Schloss und Kinderhaus-West. Für den südlichen Teil des Geistviertels beträgt dieser Anteil noch 9,9 %. Gegen die Nachverdichtung durch Abriss alter Siedlungshäuser und Neubebauung mit Eigentumswohnungen im südlichen Teil des Geistviertels wurde im Jahre 2012 von Anwohnern rund um den Brunnenplatz eine Bürgerinitiative gegründet.

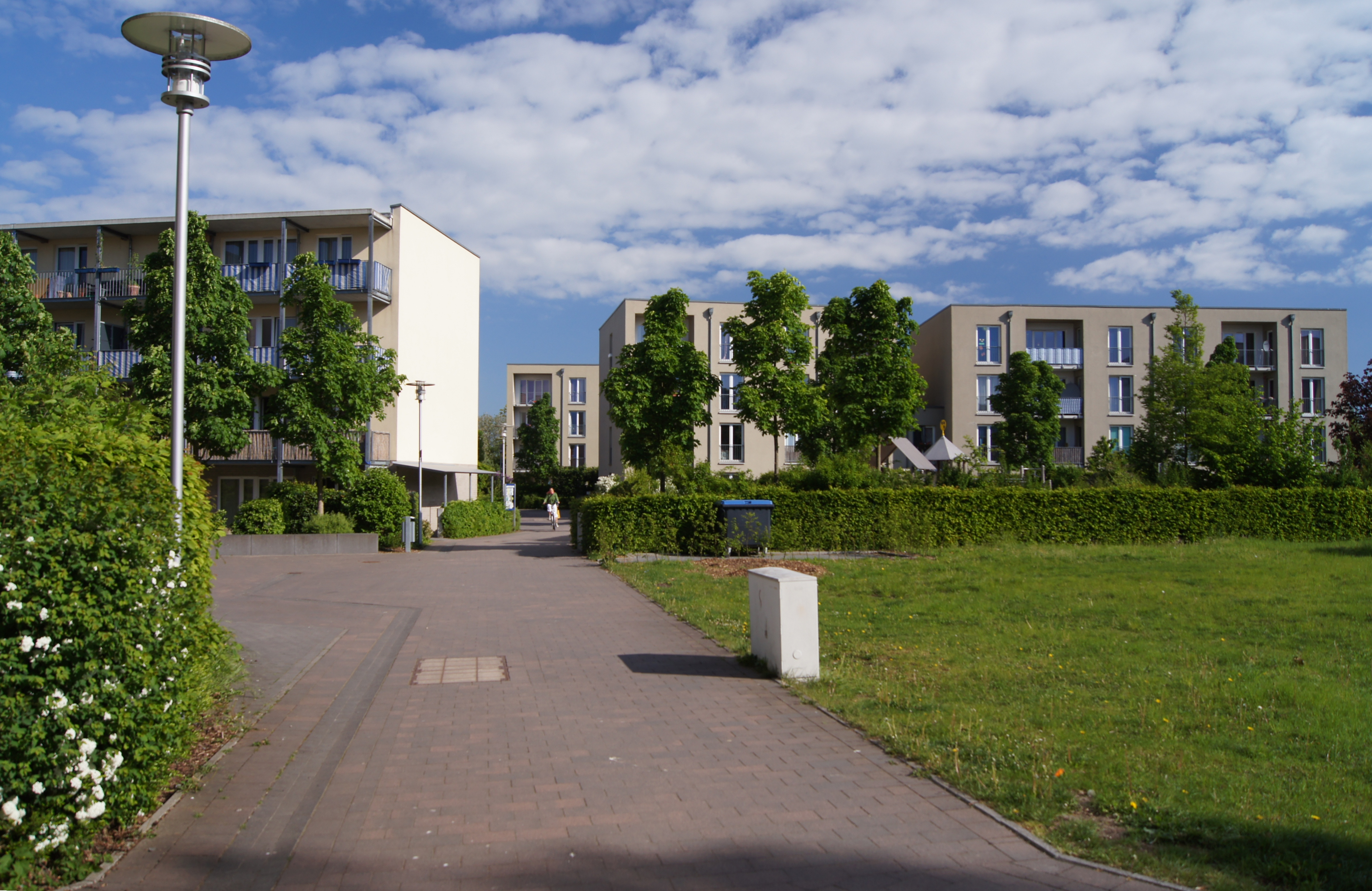
Autofreie Siedlung Weißenburg

Auf dem Gelände der ehemaligen Neuen Train-Kaserne, errichtet um 1910, des Westfälischen Train-Bataillons Nr. 7, die später Hindenburg-Kaserne und nach Aufgabe der militärischen Nutzung nach dem Zweiten Weltkrieg auch Weißenburg-Kaserne genannt wurde, entstanden an der Weißenburgstraße durch Konversion ab 1983 zwei neue Wohnanlagen im Geistviertel: Breisacher Weg/Hagenauer Weg (40 Ein- und Mehrfamilienhäuser) nach dem Vorbild Grüner Grund und ab 1997 die autofreie Siedlung Gartensiedlung Weißenburg (138 Wohnungen). Seit 2004 entstehen 70 Häuser im neuen Wohnquartier Südterrasse an der Werlandstraße direkt an der Bahnstrecke nach Wanne-Eickel. Ebenfalls seit 2004 entsteht östlich der Weseler Straße und südlich des Sentmaringer Wegs der Dienstleistungs- und Wohnpark Haus Sentmaring.

## Wohnungsmarkt
Der Wohnungsmarkt im Geistviertel ist geprägt von einem sehr geringen Leerstand bei Mietwohnungen, unterdurchschnittlichen Wohnungsgrößen, unterdurchschnittlichen Haushaltseinkommen und einer überdurchschnittlichen Kaltmiete pro Quadratmeter.
Das PLZ-Gebiet 48151 mit dem nördlichen Teil des Geistviertel verzeichnete 2008 den niedrigste Leerstand im Münsteraner Stadtgebiet, er betrug weniger als ein Drittel des Durchschnittswertes für die Stadt Münster. Im PLZ-Gebiet 48153 beträgt der Leerstand immerhin noch nur zwei Drittel des städtischen Durchschnittswertes.
Die durchschnittliche Wohnungsgröße ist in den beiden genannten PLZ-Gebieten die kleinste im gesamten Stadtgebiet. Gleichzeitig ist die durchschnittliche Kaufkraft der Haushalte hier die geringste, sie liegt mehr als 10 % unter dem städtischen Durchschnittswert. Dabei haben die Statistischen Bezirke Geist und Düesberg, die das Geistviertel bilden, mit 56 % und 46 % zusammen mit dem Statistischen Bezirk Aaseestadt (48 %) den geringsten Anteil an Einpersonenhaushalten aller Statistischen Bezirke im Stadtbezirk Mitte. Der Anteil der Haushalte mit Kind ist mit 15,6 % und 18,6 % wiederum der höchste Anteil im Stadtbezirk Mitte.
Für höherwertigen Wohnraum werden in den beiden PLZ-Gebieten 48151 und 48153 im Durchschnitt bereits mehr als 10 €/m²/Monat Kaltmiete gezahlt, dem städtischen Durchschnitt für dieses Marktsegment. Die durchschnittliche Kaltmiete im unteren Marktsegment ist im PLZ-Gebiet 48151 die zweithöchste hinter dem PLZ-Gebiet 48147, welches im Wesentlichen aus dem nordöstlichen Kreuzviertel und Uppenberg besteht.